# Célula de combustible reversible
Tipo de célula de combustible en la que los reactivos químicos experimentan reacciones reversibles, de tal manera que, si se desea, se puede recargar la célula por medio de una fuente de energía separada. Por ejemplo, se puede recargar la célula de combustible de hidrógeno / oxígeno suministrando energía para la electrólisis del agua con almacenamiento de hidrógeno. También se conoce como célula de combustible regenerativa.